# Proturentomon minimum
Proturentomon minimum – gatunek pierwogonka z rzędu Acerentomata i rodziny Protentomidae.

## Taksonomia
Gatunek ten opisany został w 1908 roku przez Antonia Berlese jako Acerentomon minimum. 

## Opis
Długość wyciągniętego ciała 900 μm (0,9 mm). Długość przedniej stopy mierzonej bez pazurka 46 μm. Narządy gębowe typu protentomoidalnego. Żuwaczki silniejsze niż u Acerentomidae, lecz ze spiczastym wierzchołkiem. Szczęki z dwiema smukłymi sensillae i pęczkiem końcowym. Labium z pęczkiem i 4 innymi szczecinkami. Kanał gruczołów szczękowych z "kielichem" ("calyx") jako pęcherzem. Pseudooczka z długim "drążkiem" ("lever"). Wszystkie 4 szczecinki linii pseudooczkowej umieszczone między pseudooczkami. Na przednich stopach obecne wszystkie sensillae z wyjątkiem t1, wszystkie dość szerokie i ścięte ku wierzchołkowi w wyraźne żeberko. Pazurek przednich odnóży z małym ząbkiem środkowym. Pazurki odnóży środkowych i tylnych łódkowate z tunikowatymi płatkami. Pierwsza i druga para odnóży odwłokowych z pęcherzykiem końcowym i 4 szczecinkami, a trzecia bez pęcherzyka i z 2 szczecinkami: długą przedwierzchołkową i krótką wierzchołkową. Łuska genitalna samic (squama genitalis) z dwoma nieco spiczastymi, gałkowatymi acrostyli.
|         | I                                | II, III                          | IV, V, VI                        | VII                              | VIII                             | IX                     | X                     | XI                | telson            |
| ------- | -------------------------------- | -------------------------------- | -------------------------------- | -------------------------------- | -------------------------------- | ---------------------- | --------------------- | ----------------- | ----------------- |
| terga:  | {\displaystyle {\tfrac {2}{10}}} | {\displaystyle {\tfrac {2}{12}}} | {\displaystyle {\tfrac {2}{12}}} | {\displaystyle {\tfrac {0}{16}}} | {\displaystyle {\tfrac {6}{14}}} | {\displaystyle 12(14)} | {\displaystyle 8(10)} | {\displaystyle 6} | {\displaystyle 9} |
| sterna: | {\displaystyle {\tfrac {4}{2}}}  | {\displaystyle {\tfrac {4}{3}}}  | {\displaystyle {\tfrac {4}{6}}}  | {\displaystyle {\tfrac {2}{6}}}  | {\displaystyle 4}                | {\displaystyle 4}      | {\displaystyle 4}     | {\displaystyle 6} | {\displaystyle 8} |

## Występowanie
Gatunek ten wykazany został z wielu krajów Europy i Nowej Zelandii. W Europie znany z Grecji, Włoch, Luksemburga, Niemiec, Szwajcarii, Austrii, Wielkiej Brytanii, Polski, Rosji, Bośni, Czech i Słowacji. Na Nowej Zelandii jest jedynym przedstawicielem rodzaju.